# Veranstaltergemeinschaft Langstreckenmeisterschaft Nürburgring
In der 1977 gegründeten Veranstaltergemeinschaft Langstreckenmeisterschaft Nürburgring, kurz VLN, sind zehn Motorsportclubs zusammengeschlossen, die wiederum dem ADAC oder dem Deutschen Motorsport Verband angeschlossen sind. Seit einigen Jahren ist die Nürburgring GmbH das elfte Mitglied. Die zehn Motorsportclubs und die Nürburgring GmbH tragen die VLN Langstreckenmeisterschaft Nürburgring aus.

## Mitglieder
- ADAC-Westfalen e. V.
- Renngemeinschaft Düren e. V. DMV
- AC Altkreis Schwelm e. V. im ADAC
- MSC Adenau e. V. im ADAC
- Dortmunder MC e. V. im ADAC
- Rheydter Club für Motorsport e. V. DMV
- MSC Ruhr-Blitz Bochum e. V. im ADAC
- MSC Sinzig e. V. im ADAC
- AC Monheim e. V. DMV
- MSC Münster e. V. DMV
- Nürburgring GmbH